# ヒラミンゴ
『ヒラミンゴ』は、2001年から2008年3月28日までエフエム長崎で放送されたラジオ番組。
本項では、2010年4月5日から2011年4月1日まで同局で放送された『ヒラミンゴ trettio』（ヒラミンゴ トレッティオ）についても触れる。

## 概要
いずれも平日のランチタイムに放送されていた帯番組で、当初は月曜から木曜までの週4日間、2時間枠のワイド番組として放送されていた。その当時の正式名称は『FM Halftime Show ヒラミンゴ』で、平川歩美がパーソナリティを務めていた。
その後のリニューアルで放送枠が1時間に半減したが、代わりに金曜昼に放送されていたワイド番組『SMIR@L FRiDAY』の枠を取り込んで週5日間の番組になり、パーソナリティも平川歩美から平川純子に交代した。またこれ以後、月曜 - 木曜版には『FM Halftime Show ヒラミンゴ Ver2.0』、金曜版には『ヒラミンゴ MOVE ON! FRIDAY』というタイトルを付して区別していた。
2008年3月に一旦終了してからはしばらく放送が無かったが、それから2年後に『ヒラミンゴ trettio』と題して復活した。パーソナリティも引き続き平川純子が務めたが、番組は再開から1年で終了した。なお、この復活版では月曜 - 木曜版と金曜版の呼び分けが無く、両者ともに『ヒラミンゴ trettio』と記されていた。

## 放送時間
ヒラミンゴ
- 月曜 - 木曜 12:00 - 14:00（120分）[5][7]

ヒラミンゴ Ver2.0 / ヒラミンゴ MOVE ON! FRIDAY
- 月曜 - 木曜 11:55 - 12:55（60分） / 金曜 11:55 - 15:30（215分）[6][8]
- 月曜 - 木曜 11:55 - 12:55（60分） / 金曜 11:55 - 13:55（120分）[9]
- 月曜 - 木曜 11:55 - 12:55（60分） / 金曜 11:55 - 14:25（150分）[10]
- 月曜 - 木曜 11:55 - 12:55（60分） / 金曜 11:55 - 14:55（180分）

ヒラミンゴ trettio
- 月曜 - 木曜 12:00 - 13:00（60分） / 金曜 12:00 - 13:50（110分）

## パーソナリティ
ヒラミンゴ
- 平川歩美

ヒラミンゴ Ver2.0 / ヒラミンゴ MOVE ON! FRIDAY
- 平川純子
- 内藤圭祐 - 月曜担当。平川純子とのツインナビゲートで出演[11]。
- 福田修志 - 金曜担当。平川純子とのツインナビゲートで出演[11]。

ヒラミンゴ trettio
- 平川純子